# The Architect
Pour plus de détails, voir Fiche technique et Distribution.
The Architect est un film américain réalisé par Matt Tauber, sorti en 2006.

## Synopsis
Un architecte est confronté à une activiste vivant dans un grand ensemble dangereux qu'il a conçu.

## Fiche technique
- Titre : The Architect
- Réalisation : Matt Tauber
- Scénario : Matt Tauber d'après la pièce de théâtre de David Greig
- Musique : Marcelo Zarvos (en)
- Photographie : John Bailey
- Montage : Tom McArdle (en)
- Production : Declan Baldwin, Jason Kliot, Danny Leiner et Joana Vicente
- Société de production : Sly Dog Films et HDNet Films
- Société de distribution : Magnolia Pictures (États-Unis)
- Pays :  États-Unis
- Genre : Drame et romance
- Durée : 82 minutes
- Dates de sortie : 
  -  États-Unis : 1er décembre 2006

## Distribution
- Anthony LaPaglia : Leo Waters
- Viola Davis : Tonya Neely
- Isabella Rossellini : Julia Waters
- Hayden Panettiere : Christina Waters
- Sebastian Stan : Martin Waters
- Paul James : Shawn
- Serena Reeder : Cammie Neely
- Walton Goggins : Joe
- Malcolm Goodwin : Big Tim
- Marsha Stephanie Blake : Missy Neeley
- Lauren Hodges : Jill
- Duane McLaughlin : Josh Freeman
- Julius Tennon : Arthur Freeman
- Eisa Davis : Linda Freeman
- James O'Toole : Kenny
- David Call : Kiff
- Constance Wu : Michelle
- Nikkole Salter : Annette
- Tijuana Ricks : Bernice
- Adrienne D. Williams : Carla
- Lynda Gravatt : Geraldine
- Alex McCord : Trisha
- Chris Chalk : le dealer
- Julie Carlson : Jesslyn

## Accueil
Le film a reçu un accueil mitigé de la critique. Il obtient un score moyen de 47 % sur Metacritic.